# جون دونالد كاميرون
جون دونالد كاميرون هو قاضي وسياسي كندي، ولد في 18 سبتمبر 1858، وتوفي في 26 مارس 1923.